# Karl Heinrich Hofmann
Karl Heinrich Hofmann (* 3. Oktober 1932 in Heilbronn) ist ein deutscher Mathematiker.

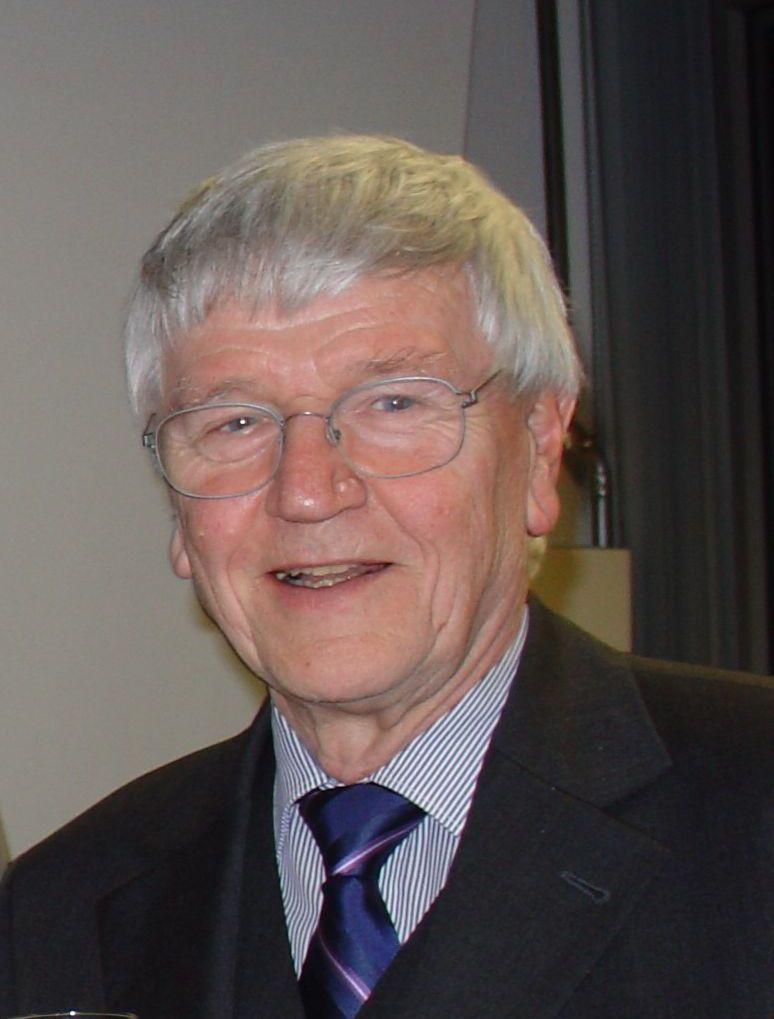
Karl Heinrich Hofmann (Mathematiker), Darmstadt, 2007

Hofmann studierte ab 1952 an der Universität Hamburg und der Universität Tübingen mit der Lehramtsprüfung 1957 in Tübingen und der Promotion 1958 bei Hellmuth Kneser (Nicht-assoziative topologisch-algebraische Strukturen). 1962 habilitierte er sich in Tübingen. 1963 wurde er Associate Professor und 1965 Professor an der Tulane University. 1966 wurde er Sloan Research Fellow. Seit 1982 ist er Professor an der TH Darmstadt (bzw. TU Darmstadt seit der Umbenennung 1997), seit 1998 als Professor Emeritus.
1967/68 war er am Institute for Advanced Study. Er war unter anderem Gastprofessor an der Universität Paris VI (1973/74), an der La Trobe University in Melbourne, in Tübingen (1966), an der Katholischen Universität Löwen und an der University of Ballarat in Victoria (Australien).
Hofmann befasst sich mit Lie-Theorie, topologischer Algebra und Funktionalanalysis. In seinen früheren Arbeiten lag sein Hauptarbeitsgebiet auf der Theorie der topologischen Halbgruppen, später dann kompakten Gruppen und Pro-Lie-Gruppen. Sein zusammen mit Sid Morris geschriebenes Werk The structure of compact groups ist in vier Auflagen erschienen und wird als Standardwerk zu diesem Themenkomplex gesehen.
Er trat auch als Illustrator mathematischer Texte hervor (zum Beispiel im Buch der Beweise).
Er ist Fellow der American Mathematical Society. 1970 bis 1998 war er Herausgeber des Semigroup Forum und 1990 bis 1998 des Journal of Lie Theory. 2005 gab er mit Gerhard Betsch die mathematischen Werke seines Lehrers Hellmuth Kneser heraus.
Zwischen 1963 und 2001 hat Hofmann 38 Mathematiker als Doktorvater bei ihrer Promotion betreut. Fünf seiner Doktorkinder sind daraufhin selbst Doktorvater geworden, so dass Hofmann inzwischen mindestens 140 wissenschaftliche Nachfahren hat.
Er ist seit 1963 verheiratet und hat zwei Kinder.

## Schriften
- mit Sidney A. Morris: The structure of compact groups, De Gruyter 1998, 2. Auflage 2005, 3. Auflage 2013
- mit Sidney A. Morris: The Lie Theory of Connected Pro-Lie Groups - A Structure Theory for Pro-Lie Algebras, Pro-Lie Groups and Connected Locally Compact Groups, EMS, Zürich 2007
- mit G. Gierz, K. Keimel, J. D. Lawson, M. Mislove, D. Scott: Continuous Lattices and Domains, Encyclopedia of Mathematics and its Applications, Cambridge University Press 2003
- Analysis I, Heldermann Verlag, Lemgo 2000
- mit W. A. F. Ruppert: Lie Groups and Subsemigroups with Surjective Exponential Functions, Memoirs AMS 130, 1997
- mit J. Hilgert, J. D. Lawson: Lie Groups, Convex Cones, and Semigroups, Oxford University Press 1989
- mit G. Gierz, K. Keimel, J. D. Lawson, M. Mislove, D. Scott: A compendium of continuous lattices, Springer Verlag 1980
- mit P. S. Mostert: Cohomology Theory of Compact Abelian Groups, Deutscher Verlag der Wissenschaften 1973, Springer Verlag 1973
- mit J. Dauns: Representation of Rings by Sections, Memoirs AMS 83, 1968
- mit J. Berglund: Compact Semitopological Semigroups and Weakly Almost Periodic Functions, Lecture Notes in Mathematics 42, Springer Verlag 1967
- mit P. S. Mostert: Elements of compact semigroups, Columbus/Ohio: Charles Merrill 1966
- mit P. S. Mostert: Splitting in topological groups, Memoirs AMS 43, 1963